# Cis pośredni
Cis pośredni (Taxus × media) – gatunek pochodzenia mieszańcowego należący do rodziny cisowatych. Jest to mieszaniec cisu japońskiego i pospolitego otrzymany w Hunnewell Pinetum w Stanach Zjednoczonych około 1900 r. W uprawie rozpowszechnione są odmiany, często rozmnażane i sadzone także w Polsce. Do taksonu nie należą rośliny będące jednym klonem, lecz mieszańce w różnym stopniu zbliżone do taksonów rodzicielskich z powodu krzyżowania wstecznego. 

## Morfologia
PokrójKrzew o cechach pośrednich między taksonami rodzicielskimi. Zwykle o gałęziach prosto wzniesionych.
LiścieSzpilki ciemnozielone, płasko rozpostarte i ułożone w dwóch rzędach (u odmiany 'Hatfieldii' ułożone dookoła pędów).

## Zmienność
Wyróżnia się następujące kultywary:
- 'Hatfieldii' - krzew gęsty o wyprostowanych gałęziach. Igły ciemnozielone, gęsto ustawione wokół pędów. Odmiana tylko z kwiatami męskimi.
- 'Hessei'
- 'Hicksii' – młode okazy lub rosnące w cieniu – są luźne, starsze, rosnące w miejscu nasłonecznionym są gęste. Odmiana tylko z kwiatami żeńskimi.
- 'Hilli'
- 'Wojtek' - krzew wąskokolumnowy. Odmiana męska.